# Ilha Linguanea
A ilha Linguanea é uma ilha de granito inabitada da Austrália Meridional que está a 3,7 km ao sul do Cabo Carnot e ao sul do ponto central da Península de Eyre. Ela possui aproximadamente 2,7 km de comprimento, 180 ha de extensão e com elevação acima do mar estimada em 43 m. Está aproximadamente a 35 km ao sudoeste de Port Lincoln, na Grande Baía Australiana. As ilhas são parte do Parque Nacional de Lincoln.

## História
A ilha Linguanea foi nomeada pelo explorador britânico Mattew Flinders no dia 18 de fevereiro de 1802. No dia seguinte, Flinders nomeou o Cabo Wiles "em homenagem a um amigo digno de Linguanea, na Jamaica". No atlas de Flinders (chapa 17) há uma imagem do cabo e da ilha vista através de seu navio, The Investigator.
No mesmo ano, o explorador francês Nicolas Baudin nomeou a ilha de Ile Guyon.
Em 1905, o navio Governor Musgrave usou o nome "ilha Linguanea" enquanto buscava pelos escombros da embarcação perdida, Loch Vennachar. Um jornal de correspondência da embarcação descreveu a ilha como "um largo e desagradável bloco de granito com algumas milhas de extensão".
Em 1914, um bode e duas corças foram colocados na ilha.
A ilha foi declarada como como uma área de conservação de fauna pelo Crown Lands Act 1929-1966, de 16 de março de 1967.
Em 26 de março de 1980, foram coletados dados sobre a biodiversidade da ilha. Entre as espécies coletadas, estavam o leão-marinho-australiano, pinguim-azul, ganso-cinzento e o rato de arbusto australiano. A reprodução do pinguim-azul na ilha foi reconhecido em 1996.